# Phyllodoce fristedti
Phyllodoce fristedti är en ringmaskart som beskrevs av Bergström 1916. Phyllodoce fristedti ingår i släktet Phyllodoce och familjen Phyllodocidae. Inga underarter finns listade i Catalogue of Life.